# ژان فرانسوا هنسگنس
ژان فرانسوا هِنسگنس (به فرانسوی: Jean-François Hensgens) یک فیلم‌بردار و کارگردان فیلم بلژیکی است.